# Amplypterus mansoni
Amplypterus mansoni är en fjärilsart som beskrevs av Clark 1924. Amplypterus mansoni ingår i släktet Amplypterus och familjen svärmare. Inga underarter finns listade i Catalogue of Life.